# إم. إتش أبرامز
إم. إتش أبرامز (بالإنجليزية: Meyer Howard Abrams)‏ هو أستاذ جامعي وكاتب وصحفي أمريكي، ولد في 23 يوليو 1912 في لونغ برانش في الولايات المتحدة، وتوفي في 21 أبريل 2015 في إثاكا في الولايات المتحدة.

## وصلات خارجية
- إم. إتش أبرامز على موقع الموسوعة البريطانية (الإنجليزية)
- إم. إتش أبرامز على موقع إن إن دي بي (الإنجليزية)